# Cheirodonta miskitorum
Cheirodonta miskitorum is een slakkensoort uit de familie van de Triphoridae. De wetenschappelijke naam van de soort is voor het eerst geldig gepubliceerd in 1999 door Rolán & Luque.